# 弹起我心爱的土琵琶
《弹起我心爱的土琵琶》，是1956年中国电影《铁道游击队》的插曲、主题歌，由芦芒、何彬作词，吕其明作曲，陈景熹演唱。旋律起始轻柔，后段加快，相较于其他描写抗战的歌曲，显得尤为特别与突出。